# Międzynarodowa Katolicka Konferencja Skautingu Żeńskiego
Międzynarodowa Katolicka Konferencja Skautingu Żeńskiego (ICCG, ang. International Catholic Conference of Guiding) – forum wymiany doświadczeń i dyskusji nad kierunkami rozwoju i doskonalenia programu organizacji skautowych, których członkiniami są katoliczki. Do ICCG należą organizacje będące członkami Światowego Stowarzyszenia Przewodniczek i Skautek (WAGGGS, ang. World Association of Girl Guides and Girl Scouts).
W Polsce członkiem ICCG jest Związek Harcerstwa Polskiego (od 2000).